# Епсилон ћелије
Епсилон ћелије (ε-ћелије), су ендокрине ћелије смештене у Лангерхансовим острвцима панкреаса (где чине мање од 1% ћелија острваца) и ендокриним ћелијама у гастроентеропанкреатичном систему (зиду желуца), које у крвоток луче хормон грелин.
Истраживања спроведена на мишевима сугеришу да је генетска компонента у основи равнотеже између инсулина и грелина у регулисању нивоа глукозе у метаболичким процесима.
Примарни ефекат грелина - „хормона глади“ је регулација апетита.